# Acta de Brasilia
El Acta de Brasilia, también llamado Tratado Fujimori-Mahuad,[cita requerida] es un documento firmado entre las repúblicas de Ecuador y Perú en el Palacio de Itamaraty, ubicado en Brasil, como consecuencia de la Guerra del Cenepa, originada por la falta de demarcación de 78 kilómetros de frontera. El Acuerdo ratificó el Protocolo de Río de Janeiro.

## El Protocolo de Río de Janeiro
Tras la guerra del 41, ambos países (con la mediación de los EE. UU., Argentina, Chile y Brasil) firmaron en Río de Janeiro el tratado que zanjaba la línea limítrofe entre Perú y Ecuador. Durante el proceso de colocación de los hitos respectivos, los países discreparon por un error geográfico en la Cordillera del Cóndor. Decidieron ir al arbitraje del brasileño Braz Dias de Aguiar, con lo que continuaron los trabajos.
Sin embargo, por el poco conocimiento de la región, se utilizaban términos ambiguos como divortium aquarum o naciente del río X, volvieron a surgir las discrepancias y en 1948, cuando faltaban sólo 78 kilómetros por demarcar, Ecuador suspende la colocación de los hitos y en 1960, declara inejecutable y nulo el Protocolo.

## El conflicto del Cenepa
En 1995, ambos países se enfrentaron nuevamente en la región del río Cenepa, territorio sin demarcar. Los países garantes del Protocolo de Río decidieron intervenir, concluyendo oficialmente las hostilidades el 28 de febrero.

## El Acta de Brasilia

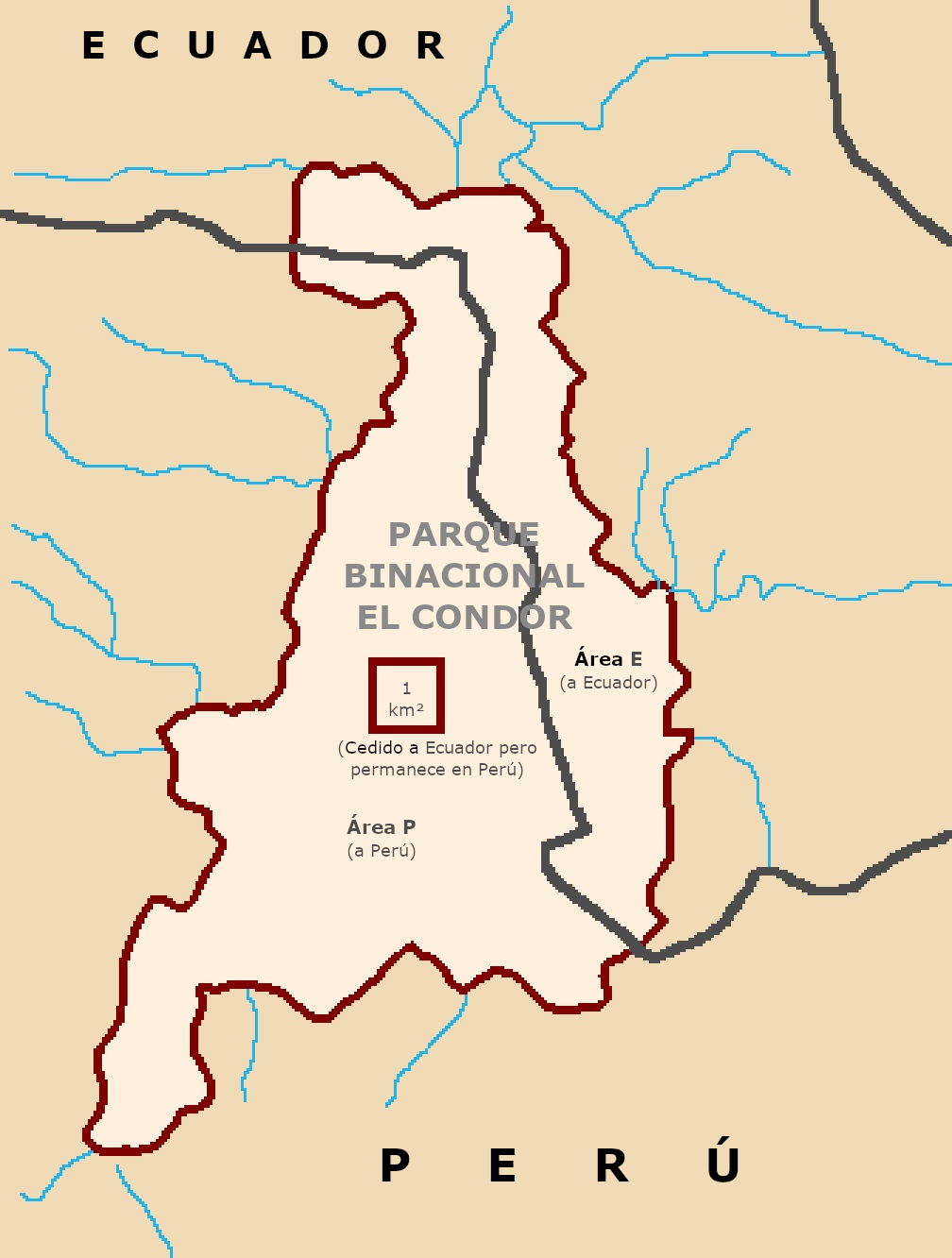
Mapa del área de Tiwinza posterior a la firma del Acta.

Tras la finalización del conflicto, comenzaron las negociaciones, cuyos representantes fueron Fernando de Trazegnies Granda por el Perú y Édgar Terán por Ecuador. Después de un año y medio de intensas conversaciones, y luego de un pronunciamiento por expertos internacionales sobre la línea de frontera, los dos países, con aprobación de sus respectivos Congresos, acuerdan someter sus diferencias a la decisión de los países garantes del Protocolo de Río de Janeiro de 1942. Estos ratificaron la validez del documento antes mencionado, el laudo arbitral de Dias de Aguiar y otros documentos complementarios.
Los firmantes del acta fueron:
| Los firmantes del acta fueron | Los firmantes del acta fueron                                 |
| ----------------------------- | ------------------------------------------------------------- |
| Alberto Fujimori              | Presidente del Perú                                           |
| Fernando de Trazegnies        | Ministro de Relaciones Exteriores del Perú                    |
| Jamil Mahuad                  | Presidente del Ecuador                                        |
| José Ayala Lasso              | Ministro de Relaciones Exteriores del Ecuador                 |
| Fernando Henrique Cardoso     | Presidente de Brasil                                          |
| Carlos Menem                  | Presidente de Argentina                                       |
| Eduardo Frei Ruiz-Tagle       | Presidente de Chile                                           |
| Thomas F. McLarty III         | Representante del Presidente de los Estados Unidos de América |

El documento reconocía la soberanía peruana en Tiwinza, concediéndose a Ecuador 1 km² de territorio como propiedad privada bajo la legislación del Perú, sin soberanía y solo para realizar actos conmemorativos y no militares. A todo aquel que nazca en Tiwinza se le considerará peruano. 
En mayo de 1999, se colocó de manera el último hito (de 30) con lo que terminó finalmente un conflicto de más de un siglo y medio, lo que aunó en la integración entre ambos países por el paralelo 0 grados cero minutos en la región de Loreto y de ahí baja hacia el rio Zarumilla por Tiwinza al norte del Perú.